# Idarubicină
Idarubicina (4-demetoxidaunorubicină) este un agent chimioterapic din clasa antraciclinelor și este utilizat în tratamentul unor forme de cancer, precum leucemia mieloblastică acută și leucemia limfocitară  acută. Calea de administrare disponibilă este cea intravenoasă.